# 黄旭聪
黄旭聪（1968年8月 —），男，汉族，浙江浦江人，中华人民共和国政治人物，中国人民解放军少将，现任中国共产党第二十届中央委员会候补委员、中部战区副司令员。曾任中国人民解放军陆军第七十四集团军军长。